# 구조적 위험 최소화
구조적 위험 최소화(Structural risk minimization, SRM)는 기계 학습에서 사용되는 귀납적 원리이다. 일반적으로 기계 학습에서는 일반화된 모델을 유한 데이터 세트에서 선택해야 하며 결과적으로 과적합 문제가 발생한다. 즉, 모델이 훈련 세트의 특수성에 너무 강하게 맞춰지고 새 데이터에 제대로 일반화되지 않는다. SRM 원칙은 모델의 복잡성과 훈련 데이터 피팅 성공 사이의 균형을 유지하여 이 문제를 해결한다. 이 원칙은 블라디미르 바프니크, 알렉세이 키르보넨키스가 1974년에 쓴 책에서 처음으로 제시되었으며 VC 차원을 사용한다.

## 같이 보기
- 서포트 벡터 머신
- 모형 선택
- 정칙화